# Black Girl
Black Girl (The Other Black Girl) est une série télévisée américaine en dix épisodes d'environ 25 minutes mise en ligne le 13 septembre 2023 sur Hulu.
Il s'agit d'une adaptation du roman The Other Black Girl de l'autrice américaine Zakiya Dalila Harris (en), publié en 2021 aux États-Unis.
Dans les pays francophones, elle est disponible sur Disney+.

## Distribution
- Sinclair Daniel : Nella Rogers
- Ashleigh Murray : Hazel-May McCall
- Brittany Adebumola : Malaika
- Hunter Parrish : Owen, le petit-ami de Nella
- Eric McCormack : Richard Wagner
- Garcelle Beauvais : Diana Gordon
  - Shakirah DeMesier : Diana Gordon, jeune
- Bellamy Young : Vera Parini
- Alyshia Ochse : Maisy Glendower
- Kate Owens : Sophie
- Brian Baumgartner : Colin
- Karina Willis : Shani Bontemps
- Sarah Hudson : Kate
- April Parker Jones (en) : Kendra Rae Phillips
  - Cassi Maddox : Kendra Rae Philips, jeune
- Langston Kerman (en) : Jesse Watson
- Amber Reign Smith : Kiara N'Diaye
- Rheeqrheeq Chainey : Ebonee Turner
- Briana Starks : Ruby Cropper

## Production
Le 10 mai 2024, la série est annulée.

## Épisodes
1. They Say I'm Different
2. After the Storm
3. I Know a Place
4. What About Your Friends
5. Don't You Want Me
6. Fake Smile
7. Caught in the Rapture
8. The End of Love
9. To Be Young, Gifted and Broke
10. Down with Disease